# Dino Del Poggetto
Dino Del Poggetto (XIX secolo – XX secolo) è stato un militare e politico italiano, capitano di complemento, partigiano, rappresentò il Partito Socialista Italiano nel comando militare a Firenze del Comitato Toscano di Liberazione Nazionale (C.T.L.N.).

## Biografia
Dino Del Poggetto aveva partecipato alla prima guerra mondiale, conseguendo il grado di capitano. Funzionario delle Ferrovie dello Stato, proveniente dalle file del Partito Liberale Italiano, su proposta di Foscolo Lombardi fu chiamato ad organizzare le squadre cittadine di Firenze del Partito Socialista Italiano, alla fine del maggio 1944. Insieme a Giorgio Mengolini e a Mario Cozzi, Del Poggetto costituì la formazione partigiana Bruno Buozzi
Il 7 febbraio 1962 Dino Del Poggetto, su richiesta del Consiglio dell'Istituto Storico della Resistenza in Toscana, del quale egli fu uno dei fondatori, accettò di sostituire il consigliere, colonnello Alfredo Lari, che richiese di essere esonerato dall'incarico per l'età e per le condizioni di salute, nelle funzioni di amministratore dell'Istituto Dino Del Poggetto catalogò i volumi acquistati dall'Istituto nel 1962, registrò gli opuscoli, creò un registro d'accesso e uno schedario, per ordine alfabetico, per la biblioteca Del Poggetto tenne l'incarico della segreteria amministrativa fino al 1965.